# Zlatý stôl (Volovské vrchy)
Zlatý stôl (lidově též Kráľov stôl, 1322 m n. m.) je nejvyšší hora Volovských vrchů na Slovensku. Nachází se ve stejnojmenném podcelku mezi vesnicemi Stará Voda, Henclová, Úhorná a Smolník na území okresu Gelnica v Košickém kraji. Na vrcholu stojí železobetonový pilíř postavený mezi léty 1931 a 1935 jako bod trigonometrické sítě I. řádu. Hora je celá pokrytá lesem a poskytuje pouze omezené výhledy. Podle lidové pověsti obědval na vrcholu při svém tažení krajem král Matyáš Korvín (odtud lidový název).

## Přístup
- po modré  turistické značce ze Staré Vody
- po modré  turistické značce z Rožňavy přes sedlo Krivé